# IC 498
IC 498 — галактика типу S? (спіральна галактика) у сузір'ї Малий Пес.
Цей об'єкт міститься в оригінальній редакції індексного каталогу.